# Inredningsarkitektur

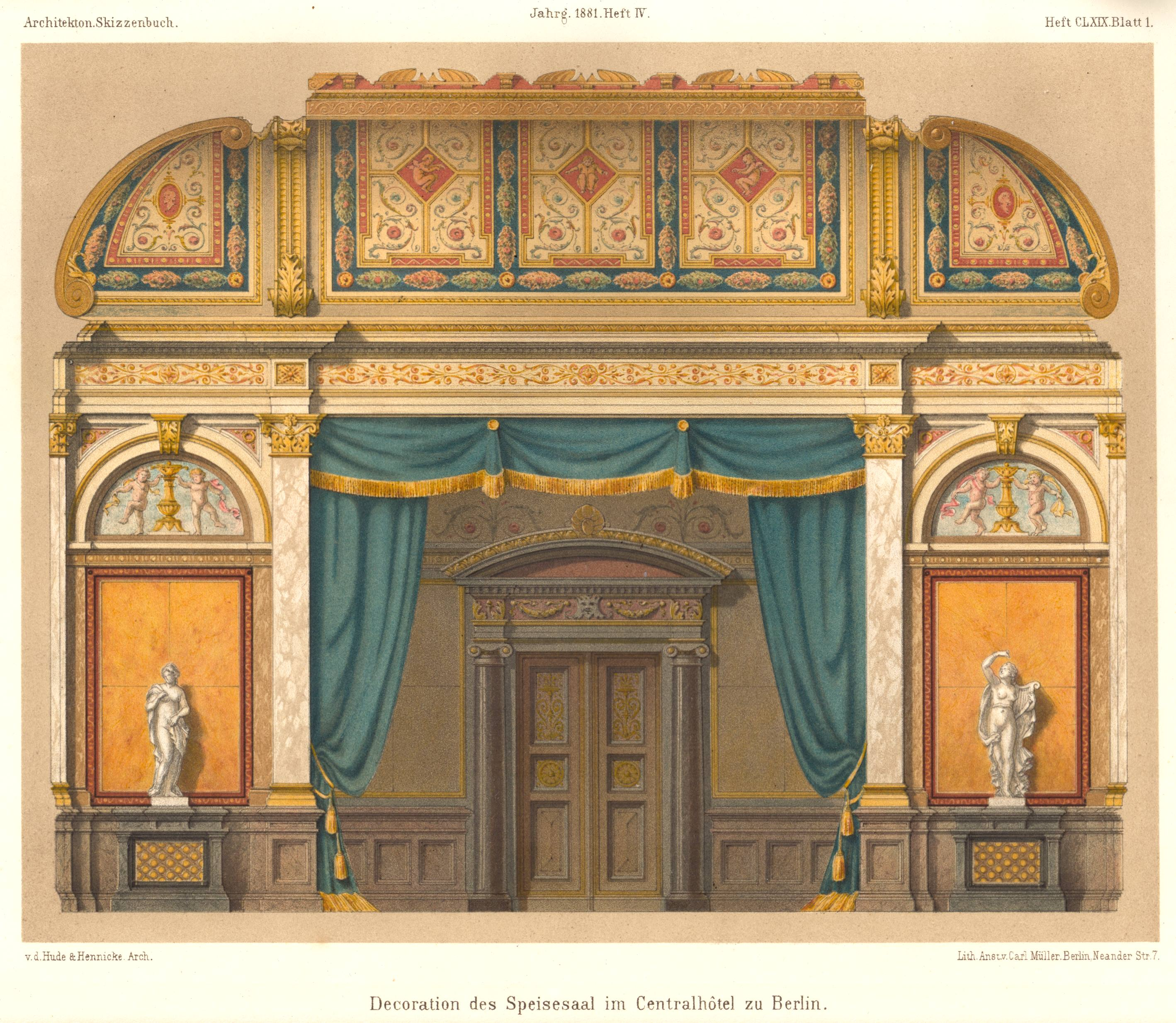
Inredningsarkitektur, teckning av Von der Hude & Hennicke.

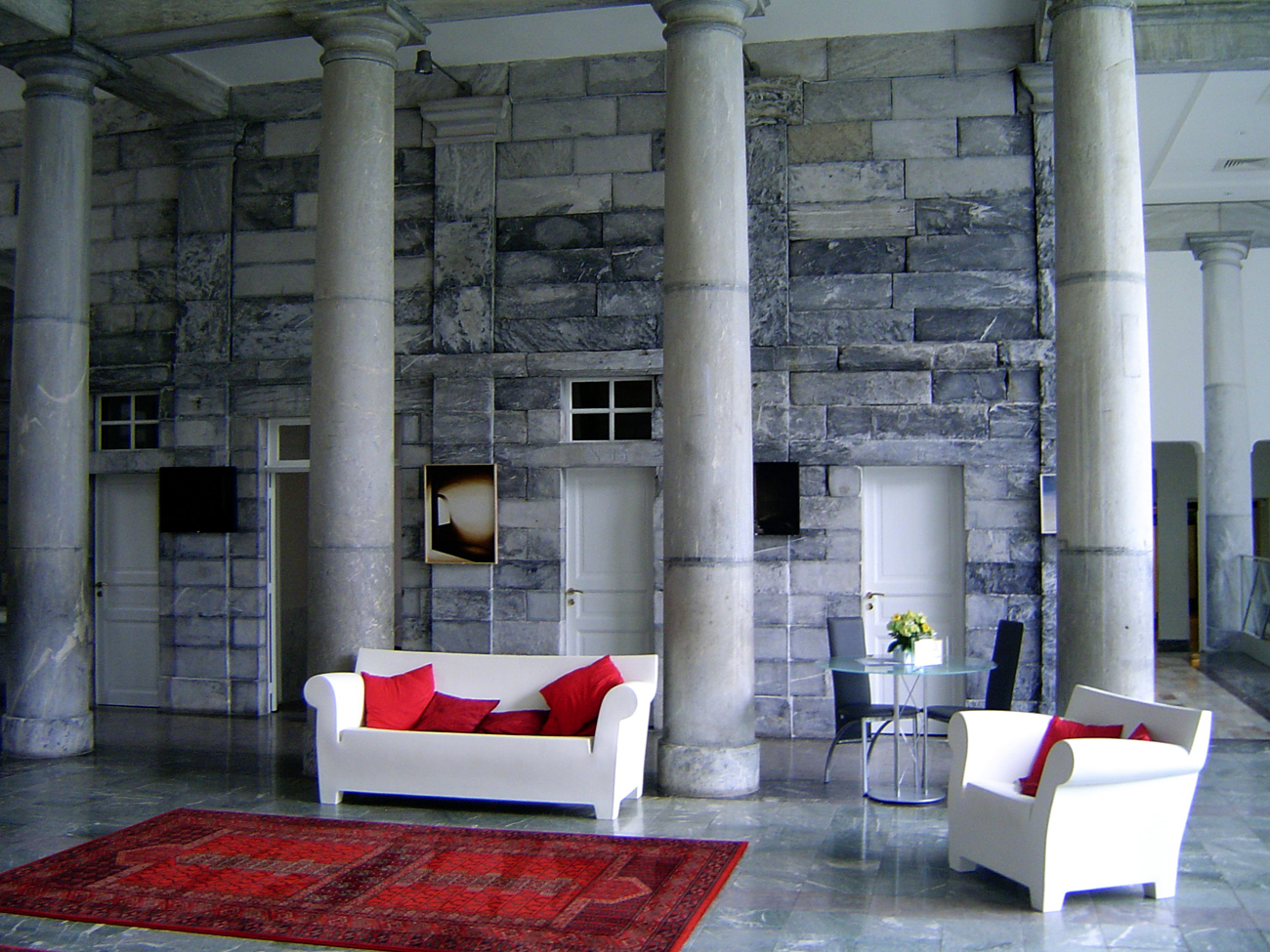
Lekfull inredningsarkitektur.

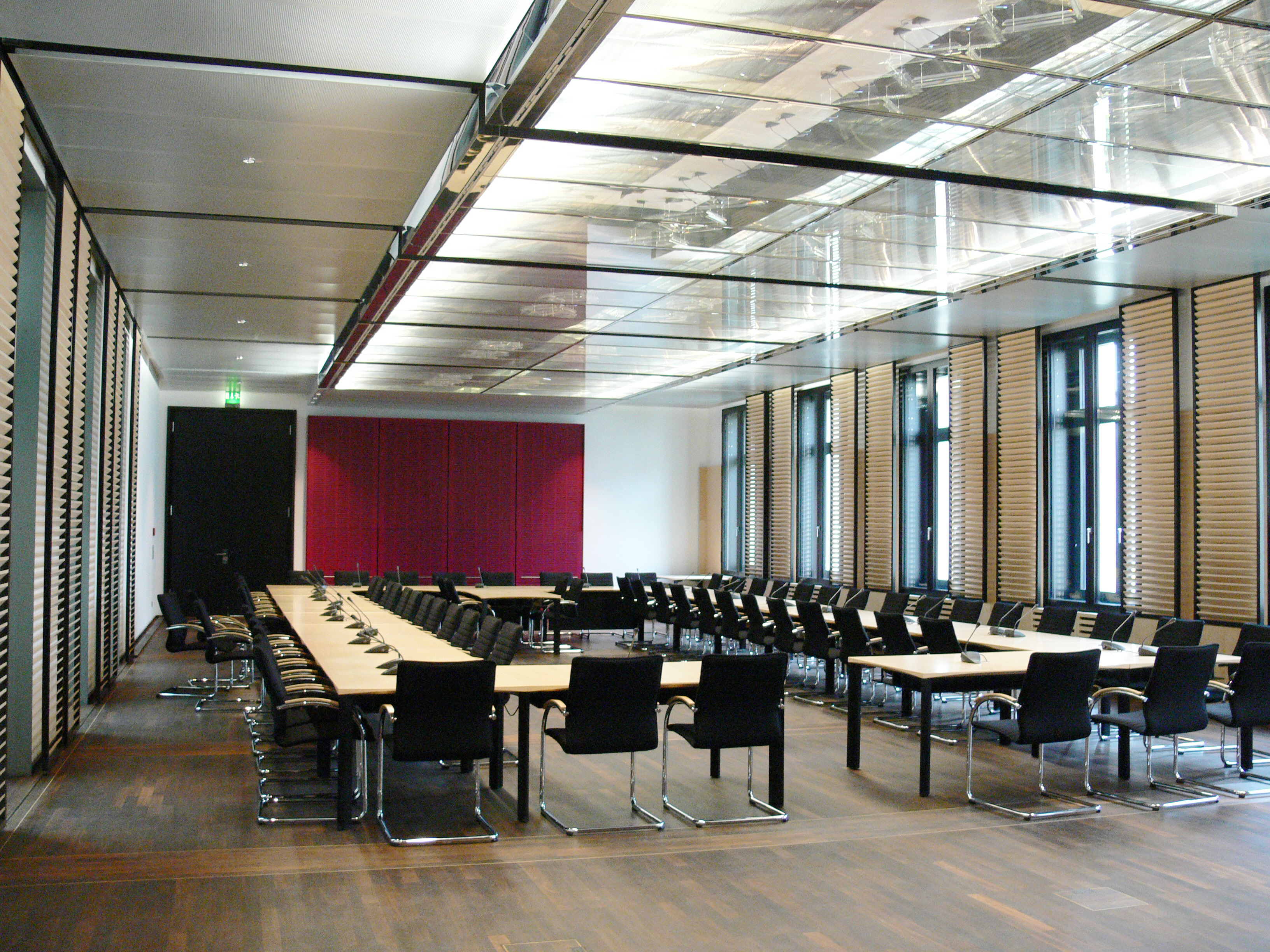
Konferenssal.

Inredningsarkitektur är den gren av arkitekturen som rör allt som finns inuti ett rum – väggar, fönster, dörrar, ytor, texturer, ljus, färg, inredning och möbler. Alla dessa element används av en inredningsarkitekt för att utveckla en fungerande, säker och estetiskt tilltalande miljö eller plats för användare av en byggnad. En inredningsarkitekt arbetar både med nybyggnad och ombyggnad, och med alla typer av byggnader där människor vistas i, exempelvis hotell, arbetsplatser, skolor, sjukhus, privatbostäder, köpcentra, restauranger, teatrar och flygplatsterminaler.
En inredningsarkitekts arbete bygger på många discipliner inklusive miljöpsykologi, arkitektur, produktdesign, dekoration och färglära. En inredningsarkitekt anpassar sig till planritningar, tekniska installationer och byggnadsregler.

## Inredningsarkitektur och inredning
Även om termerna inredningsarkitektur, interiör och inredning ibland används synonymt, så finns skillnader. Det krävs högskoleutbildning för att få kalla sig inredningsarkitekt men samma krav ställs inte på en inredare. Inredningsarkitektur handlar om att utforma byggnadens inre, från väggar till lös inredning, ofta i samarbete med andra arkitekter och byggnadsingenjörer. Inredning, å andra sidan, är i allmänhet mer inriktat på urval och placering av inredningsdetaljer inom ett utrymme, till exempel möbler, accessoarer och ytbehandling.

## Färgsättning
En central del av inredningsarkitektur handlar om färgsättning. Färg påverkar upplevelsen av rummet och är en viktig aspekt av hur en människa interagerar i ett rum.
Färgsättning i rum är ett komplext ämne eftersom det finns många faktorer som påverkar hur en färg uppfattas. Färgupplevelsen påverkas främst av ljuset från belysning och fönster. En inredningsarkitekt måste ta hänsyn till fönstrens placering och storlek. Soliga söderrum upplevs inte likadant som skuggiga norrum, även om de är målade med exakt samma kulör.
Rumsfärgen är dessutom kopplad till hur människor beter sig och presterar. ”Det finns ett par studier som visar att den mänskliga hjärnan aktiveras mer när betraktaren vistas i en omgivning med varierad eller stark och varm färgsättning. Rum med hög visuell komplexitet i form av många starka färger i brokiga mönster gav upphov till mer stress än neutrala grå rum.”
Inom inredningsarkitektur används färgsättning som en viktig del i till exempel vårdmiljöer eftersom man ser en koppling mellan läkande processer och patientens rumsliga upplevelse. Inom äldre- och demensvården är det bevisat att färg är ett bra stöd för att kunna orientera sig, uppfatta rummet, stimulera eller lugna patienten samt för att stödja patientens minnesfunktioner.

## Arbetsprocessen
De arbetsprocesser som inredningsarkitekter har utgår från kundens mål. Vanliga mål är att förbättra arbetsmiljön för personalen på en arbetsplats eller för eleverna på en skola. Det kan vara att få patienter på en klinik att känna sig tryggare eller att stärka ett företags identitet och varumärke. För att förstå uppdraget analyserar inredningsarkitekten förutsättningar i byggnaden, den planerade verksamheten och olika intressenters behov.
Innan detaljerade lösningar tas fram gör normalt ett förarbete för att beställaren ska få en övergripande bild av kostnader och möjligheter.
I dag använder inredningsarkitekter datorstödd design (CAD), även om man ofta kombinerar med handgjorda skisser. När skisserna godkänts görs planritningar, och detaljerade specifikationer av konstruktioner, färgval och materialval.
Inredningsarkitekten ansvarar ibland för inköp av byggtjänster, hantverkare och inventarier. Ibland har inredningsarkitekten bara en rådgivande funktion för inköp.

## Historia
Inredningsarkitekturen har lika lång historia som den exteriöra arkitekturen, men det är inte alltid som det uppfattats som en egen disciplin. I antik arkitektur ser vi hur olika stilepoker har satt sin prägel på interiörerna. I äldre källor om interiörens arkitektur handlar det oftast om fast interiör, mer sällan om lös inredning. Under renässansen, både i Europa och i Sverige, kan man se i högre ståndsmiljöer att stora resurser lades på dekorationer av väggar och tak, såsom målningar, textilier och stuck. Ett exempel är träpanelerna och kassettaken på Kalmar slott. Från 1700-talet och framåt ägnas mer uppmärksamhet åt lös inredning, såsom möbler.
Begreppen inredningsarkitektur och inredningsarkitekt fick sin formella definition på svenska 1953 då Svenska Inredningsarkitekters Riksförbund grundades (numera en del av Sveriges Arkitekter). Det förekommer och har förekommit flera liknande begrepp såsom interiördesign, interiörkonst, rumsinredning och inredningsdesign.

## Utmärkelser inom inredningsarkitektur
Exempel på svenska utmärkelser för god inredningsarkitektur är Guldstolen och Design S – Swedish Design Awards, kategori inredning.